# Orobanche alsatica
Orobanche alsatica är en snyltrotsväxtart som beskrevs av Frédéric R. Kirschleger. Enligt Catalogue of Life ingår Orobanche alsatica i släktet snyltrötter och familjen snyltrotsväxter, men enligt Dyntaxa är tillhörigheten istället släktet snyltrötter och familjen snyltrotsväxter. Arten har ej påträffats i Sverige.

## Underarter
Arten delas in i följande underarter:
- O. a. alsatica
- O. a. libanotidis
- O. a. mayeri

## Bildgalleri

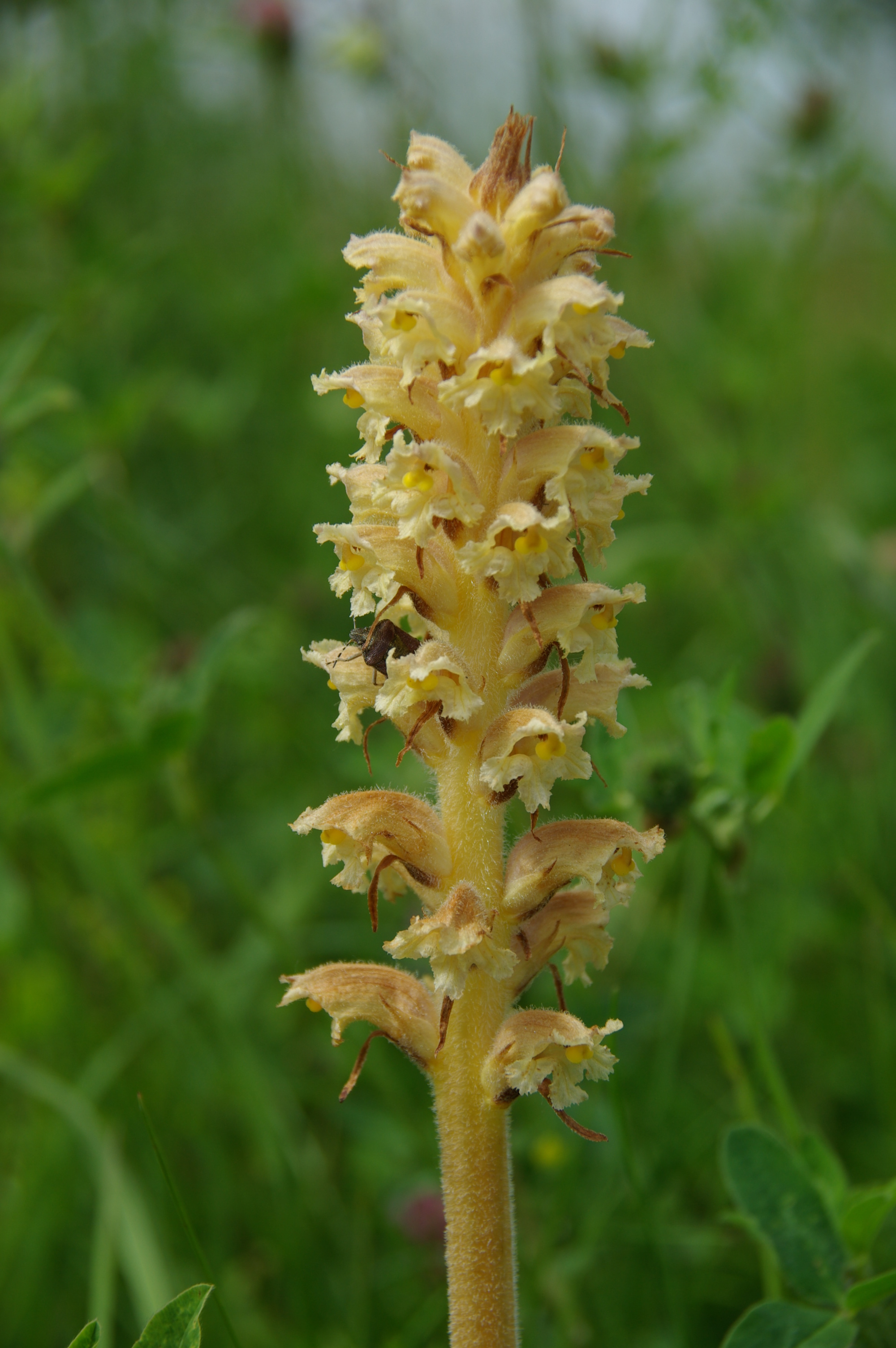